# Jesuítas (Paraná)
Jesuítas ist ein brasilianisches Munizip im Westen des Bundesstaats Paraná. Es hat 9.097 Einwohner (2022), die sich Jesuitenser nennen. Seine Fläche beträgt 247 km². Es liegt 483 Meter über dem Meeresspiegel.

## Etymologie
Der Name der Stadt wurde zu Ehren der spanischen Jesuitenpriester gewählt, die ab Ende des 16. Jahrhunderts auf dem Gebiet des heutigen Paraná die Missionierung von mehr als hunderttausend Indianern begannen. An diesen Aktionen waren vor allem die Patres Simão Mazzeta, Montoya und Justo Mansilia van Surck beteiligt.

## Geschichte

### Besiedlung
Die ersten Pioniere kamen in den Jahren 1959 und 1960 in das Gebiet der Gemeinde Jesuítas, um Holz zu fällen, damit zu handeln und um den allgemeinen Handel mit Lebensmitteln und Landwirtschaft zu betreiben. Die Siedler stammten aus verschiedenen Regionen Paranás und Brasiliens und waren unterschiedlicher ethnischer Herkunft: Italiener, Portugiesen, Spanier und Japaner. Die Gemeinde Jesuítas ist also durch unterschiedliche Migrationsschwerpunkte gekennzeichnet.

### Erhebung zum Munizip
Jesuítas wurde durch das Staatsgesetz Nr. 7304 vom 13. Mai 1980 aus Formosa do Oeste ausgegliedert und in den Rang eines Munizips erhoben. Es wurde am 1. Februar 1983 als Munizip installiert.

## Geografie

### Fläche und Lage
Jesuítas liegt auf dem Terceiro Planalto Paranaense (der Dritten oder Guarapuava-Hochebene von Paraná). Seine Fläche beträgt 247 km². Es liegt auf einer Höhe von 483 Metern.

### Vegetation
Das Biom von Jesuítas ist Mata Atlântica.

### Klima
Das Klima ist gemäßigt warm. Es werden hohe Niederschlagsmengen verzeichnet (1863 mm pro Jahr). Im Jahresdurchschnitt liegt die Temperatur bei 21,8 °C. Die Klimaklassifikation nach Köppen und Geiger lautet Cfa.

### Gewässer
Jesuítas liegt im Einzugsgebiet des Rio Piquiri. sein linker Nebenfluss Rio Verde bildet die westliche Grenze des Munizips. Im Südosten durchfließt der Rio dos Padres einen kleinen Zipfel des Munizips.

### Straßen
Jesuítas ist über die PR-317 mit Assis Chateaubriand im Westen und Formosa do Oeste im Nordosten verbunden. Über die PR-239 kommt man im Südosten nach Nova Aurora.

### Nachbarmunizipien
|                     |                                             | Formosa do Oeste                 |
| Assis Chateaubriand | Kompassrose, die auf Nachbargemeinden zeigt |                                  |
|                     |                                             | Iracema do Oeste und Nova Aurora |

## Stadtverwaltung
Bürgermeister: Aparecido Jose Weiller Junior, MDB (2021–2024)
Vizebürgermeister: Edicarlos, PSD (2021–2024)

## Demografie

### Bevölkerungsentwicklung
| Jahr | Einwohner | Stadt | Land |
| ---- | --------- | ----- | ---- |
| 1991 | 12.841    | 43 %  | 57 % |
| 2000 | 9.832     | 55 %  | 45 % |
| 2010 | 9.001     | 67 %  | 33 % |
| 2022 | 9.097     |       |      |

Quelle: IBGE, bis 2010: Volkszählungen und Volkszählung 2022

### Ethnische Zusammensetzung
| Gruppe * | 1991    | 2000    | 2010    | wer sich als …                                                                   |
| --- | ------- | ------- | ------- | -------------------------------------------------------------------------------- |
| Weiße | 79,0 %  | 71,3 %  | 64,1 %  | weiß bezeichnet                                                                  |
| Schwarze | 2,7 %   | 2,7 %   | 2,7 %   | schwarz bezeichnet                                                               |
| Gelbe | 1,9 %   | 1,1 %   | 1,0 %   | von fernöstlicher Herkunft wie japanisch, chinesisch, koreanisch etc. bezeichnet |
| Braune | 16,2 %  | 23,9 %  | 32,3 %  | braun oder als Mischung aus mehreren Gruppen bezeichnet                          |
| Indigene | 0,1 %   | 0,5 %   | 0,0 %   | Ureinwohner oder Indio bezeichnet                                                |
| ohne Angabe | 0,0 %   | 0,4 %   | 0,0 %   |                                                                                  |
| Gesamt | 100,0 % | 100,0 % | 100,0 % |                                                                                  |
| *) Das IBGE verwendet für Volkszählungen ausschließlich diese fünf Gruppen. Es verzichtet bewusst auf Erläuterungen. Die Zugehörigkeit wird vom Einwohner selbst festgelegt. |         |         |         |                                                                                  |

Quelle: IBGE (Stand: 1991, 2000 und 2010)

## Wirtschaft
Wirtschaftliche Grundlage des Munizips ist der Kaffeeanbau mit über 10 Millionen Pflanzen.